# Andrej Nikolišin
Andrej Vasil'evič Nikolišin (in russo Андрей Васильевич Николишин?; Vorkuta, 25 marzo 1973) è un ex hockeista su ghiaccio russo.

## Palmarès

### Olimpiadi invernali
- 1 medaglia:
  - 1 bronzo (Salt Lake City 2002)

### Mondiali
- 1 medaglia:
  - 1 oro (Germania 1993)